# Decolonizzare la mente
Decolonizzare la mente: la politica della lingua nella letteratura africana (Jaca Book 2015), scritto dal romanziere e teorico postcoloniale keniota Ngũgĩ wa Thiong'o e pubblicato nel 1986 a Londra dall'editore Heinemann Kenya, è una raccolta di saggi riguardanti la lingua e il suo ruolo all'interno della cultura, della storia e dell'identità nazionale. Il libro sostiene la decolonizzazione linguistica ed è una delle pubblicazioni più conosciute e citate dell’autore, uno dei più autorevoli rappresentanti del “dibattito sulla lingua” negli studi postcoloniali.
Decolonizzare la mente è diviso in quattro saggi: "La lingua della letteratura africana", "La lingua del teatro africano", "La lingua della narrativa africana" e "Alla ricerca della rilevanza". I primi tre sono stati scritti fra il 1981 e il 1985 e sono stati presentati dall'autore per la prima volta in un ciclo di conferenze tenutesi presso l’Università di Auckland, in occasione del centenario della Conferenza di Berlino del 1884; l'ultimo saggio, il capitolo finale, è inedito.
Nel libro Ngugi sostiene che la lingua inglese e le altre lingue imposte dai colonizzatori in Africa hanno avuto un ruolo distruttivo sulle culture indigene; la letteratura, le arti, l'istruzione dei popoli africani sono state dominate dalla lingua dei colonizzatori. Essi non solo hanno imposto il loro controllo militarmente, politicamente ed economicamente, ma anche, attraverso la cultura, hanno esteso il loro dominio sull'"universo mentale dei colonizzati", "su come le persone percepivano se stesse e il mondo". Il libro vuole essere anche "un addio all’inglese" da parte dell'autore, che affronta il "problema della lingua" per gli autori africani. L’autore si concentra su questioni riguardanti i mezzi di comunicazione linguistica degli scrittori africani come quella di scegliere se scrivere in lingua indigena o in una lingua egemonica come l’inglese o il francese.
Decolonizzare la mente è una fusione tra autobiografia, teoria postcoloniale, pedagogia, storia africana e critica letteraria. Ngũgĩ dedica il romanzo a tutti coloro che scrivono in lingue africane e a coloro che hanno mantenuto la dignità della letteratura, cultura, filosofia e altre ricchezze trasmesse da queste lingue.

## Contesto storico e teorico

### Il dibattito della lingua negli studi post coloniali
La lingua è vista da sempre come uno dei punti centrali negli studi postcoloniali. Gli studiosi e gli scrittori che hanno documentato la pratica coloniale di imporre ai popoli colonizzati le loro lingue, proibendo perfino l’utilizzo della lingua materna, hanno esaminato questa pratica come parte dell'oppressione sistematica dell'imperialismo sulle società coloniali e ne hanno indagato le conseguenze sul benessere psicologico, culturale e fisico dei colonizzati. Nel contesto del postcolonialismo, la lingua è considerata come mezzo di mediazione ma anche come arma usata dai colonialisti per la distruzione delle menti dei popoli africani.
Alcuni teorici postcoloniali raccomandano, se non un completo abbandono della lingua inglese, almeno una consapevole preferenza per le lingue indigene come mezzo letterario o scolastico. Ad esempio, Ngũgĩ è decisamente fermo su questo punto del dibattito, sostenendo la necessità di scrivere nella lingua nativa: con Decolonizzare la Mente, scritto dopo il suo periodo di detenzione in carcere, egli sancisce il suo addio all'inglese dichiarando di voler scrivere nella sua lingua madre. Altri invece, come lo scrittore Salman Rushdie, sottolineano gli aspetti pratici dell'utilizzo delle lingue egemoniche come l’inglese o il francese, e ritengono che non sia opportuno rinunciarvi. Nel suo saggio Imaginary Homelands, l'autore indiano naturalizzato britannico spiega come gli scrittori dei paesi che hanno subito la colonizzazione possano utilizzare la lingua inglese in maniera autonoma, distaccandosi dall'uso esercitato fino ad allora dai britannici. Fa inoltre presente come lo scrittore non abbia la possibilità di rifiutarsi di usare tale lingua, perché essa è ormai divenuta di centrale importanza per tutti.

## Temi, idee e strutture

### Lingua e cultura
Elemento essenziale in Decolonizzare la mente è la “teoria della lingua”:
"La lingua come comunicazione e la lingua come cultura sono dunque i prodotti di una dell'altra. La comunicazione crea cultura: la cultura è un mezzo di comunicazione. La lingua veicola cultura e la cultura veicola,[...], l'intero corpus di valori attraverso i quali percepiamo noi stessi e il nostro posto nel mondo. La maniera cui le persone si percepiscono influenza il loro porsi rispetto alla cultura, alla politica e alla produzione sociale di ricchezza, al rapporto che complessivamente esse hanno con la natura e con gli altri. La lingua è dunque inseparabile da noi come comunità di esseri umani con una forma e un carattere specifico, una storia specifica, una specifica relazione con il mondo."
In Decolonizzare la mente, Ngũgĩ vede la lingua come la condizione che abilita la consapevolezza umana: la scelta e l’uso della lingua sono centrali per la definizione di una persona. "La cultura produce immagini nella testa [...] trasmette o informa quelle immagini del mondo e della realtà attraverso la lingua parlata e scritta, cioè attraverso una lingua specifica". "La lingua come cultura è la banca della memoria collettiva dell'esperienza di un popolo nella storia". La scelta di Ngũgĩ di non usare più l'inglese ha radici profonde nella sua vita e nella sua storia politica; egli ritiene che la lingua e le immagini veicolate da una cultura condizionino anche l'immaginario e la rappresentazione del mondo. Questa consapevolezza si rifletterà in tutti i suoi lavori futuri.

### Imperialismo e "bomba culturale"
Secondo Ngugi l'assoggettamento culturale operato da colonialismo e neocolonialismo, avvenuto attraverso l'imposizione di una lingua, ha determinato l'allontanamento dei popoli soggetti dalla loro stessa cultura e identità, arrivando a farli vergognare delle loro origini, tradizioni, dei loro nomi e addirittura del colore della loro pelle.

Ngũgĩ considera la lingua inglese in Africa come una “bomba culturale” che continua a spazzare via storie ed identità precoloniali, installando nuove forme di colonialismo:
“l’alienazione coloniale...comincia con una deliberata dissociazione tra la lingua di concettualizzazione, di pensiero, d'istruzione e la lingua dell'interazione quotidiana a casa e nella comunità [...] (L’alienazione coloniale) è come separare la mente dal corpo in modo che occupino due sfere linguistiche separate e distinte nella stessa persona. Su un più vasto livello sociale, è come produrre una società di teste senza corpo e di corpi senza testa".
L'oppressione linguistica è ritenuta la più grande minaccia dell’imperialismo nei confronti degli stati africani; contro di essa Ngũgĩ si impegna personalmente quando sceglie di abbandonare l’inglese. Vede tuttavia il futuro con un certo ottimismo: nonostante le lingue indigene africane siano state attaccate dagli imperialisti, egli ritiene che sopravvivano ancora perché tenute in vita dai lavoratori e dai contadini nella loro quotidianità.
"Questo è il vero tema intorno a cui ruota questo libro sulla politica del linguaggio nella letteratura africana: la liberazione nazionale, democratica e umana. L'appello a riscoprire e a riprendere le nostre lingue è un appello a rigenerarci, rimettendoci in contatto con i milioni di voci rivoluzionarie che in Africa e in tutto il mondo chiedono con forza la liberazione. È un appello a riscoprire il vero linguaggio del genere umano: il linguaggio della lotta. È questa la lingua universale che scorre sotto ogni discorso, sotto ogni parola della nostra storia. Lotta. La lotta forgia la storia. Il conflitto forgia noi. Nella lotta sta la nostra storia, la nostra lingua e il nostro essere. Questa lotta comincia ovunque noi siamo, qualsiasi cosa facciamo: diventiamo allora parte di quei milioni che Martin Carter ha visto una volta dormire non per sognare, ma per sognare di cambiare il mondo".
Per Ngũgĩ, il ruolo dello scrittore in una nazione neocoloniale è principalmente di natura politica, e consiste nel mantenere viva l'idea della lingua come base e contenitore della cultura. Ribadisce che lingua e cultura sono inseparabili: l'una è il prodotto dell'altra. Esorta quindi gli scrittori africani a riconnettersi con le loro “tradizioni rivoluzionarie” antimperialiste: 
"Credo che il fatto di scrivere in Gikuyu, una lingua del Kenya, una lingua africana, sia parte integrante delle lotte antimperialiste dei popoli del Kenya e dell'Africa... Noi scrittori africani siamo tenuti a compiere per le nostre lingue ciò che Spenser, Milton e Shakespeare fecero per l'inglese o Puskin e Tolstoj per il russo, in effetti quello che tutti gli scrittori nella storia del mondo hanno fatto per le loro lingue, accettando la sfida di usarle per creare una letteratura - un processo che apre successivamente le lingue alla filosofia, alla scienza, alla tecnologia e a tutte le altre aree della creatività umana.

### Inglese e lingua nativa
In un breve saggio intitolato Ngũgĩ wa Thiong'o: in praise of a friend, la filosofa statunitense di origine bengalese Gayatri Spivak ricorda come Ngũgĩ fosse stato considerato un "eroe" al tempo dell'uscita di Decolonizzare la mente, e come il libro fosse diventato fin da subito un classico. Decolonizzare la mente si adattava perfettamente al momento che l'Africa stava vivendo ed era coerente con le lotte contro il neocolonialismo avviate in altre nazioni. Per questo il libro venne rapidamente adottato come modello per gli studi postcoloniali. L'opera è stata anche spesso citata nei dibattiti tra ricercatori postcoloniali, inserendosi nella discussione sulla globalizzazione culturale e sulla "questione della lingua", punto fondamentale per gli autori che scrivono in lingue non egemoniche.
Decolonizzare la mente ha fatto da protagonista ad un dibattito specifico tra scrittori africani ed indiani, inducendo la domanda se sia più opportuno scrivere nella propria lingua nativa per raggiungere un pubblico di nicchia e culturalmente orientato, o scrivere in inglese per raggiungere un maggior numero di lettori a livello internazionale. La scelta di Ngũgĩ è stata quella di produrre in lingua nativa per un pubblico appartenente a una classe sociale specifica, ossia contadini e lavoratori. In questo modo, secondo Spivak, Ngũgĩ sarebbe rimasto a metà fra il desiderio di raggiungere un pubblico globale e quello di scrivere in una lingua "subordinata".
In un'intervista concessa allo scrittore keniota Simon Gikandi, autore di importanti lavori sul romanzo africano moderno e codirettore di The Cambridge History of African and Caribbean Literature, ha sottolineato come la scelta di Ngugi wa Thiong'o di scrivere in gikuyu abbia portato a far conoscere le convenzioni del romanzo europeo ai lettori africani, e come questa lingua si sia inserita nella tradizione letteraria globale. Ngũgĩ ritiene tuttavia che solo attraverso un ritorno alle lingue native e alla cultura originaria del popolo keniota sia possibile creare una letteratura patriottica nazionale. Gli scrittori africani, a suo parere, hanno il compito di utilizzare le lingue native per raggiungere i lavoratori e contadini che lottano ogni giorno per far sentire la loro voce.
Ngũgĩ non mantenne la sua promessa di abbandonare l’inglese. A metà degli anni novanta accettò una borsa di studio alla New York University, e il suo proposito di utilizzare il gikuyu nella sua produzione letteraria e saggistica venne sconfitto "dalla realtà dell’esilio e dalla sua vita professionale in America".